# Ryjoskoczek skalny
Ryjoskoczek skalny (Elephantulus rupestris) – gatunek ssaka z podrodziny Macroscelidinae w obrębie rodziny ryjkonosowatych (Macroscelididae).

## Taksonomia
Gatunek po raz pierwszy zgodnie z zasadami nazewnictwa binominalnego opisał w 1831 roku szkocki zoolog Andrew Smith nadając mu nazwę Macroscelides rupestris. Miejsce typowe według oryginalnego opisu to „góry w pobliżu ujścia rzeki Orange”; ograniczone w 1934 roku do Little Namaqualand, w Południowej Afryce. Okaz typowy (neotyp) to skóra i czaszka (sygnatura BMNH 1904.2.3.7) ze zbiorów Muzeum Historii Naturalnej w Londynie; okaz typowy zebrany 29 kwietnia 1903 roku przez Claude’a Granta.

### Etymologia
- Elephantulus: gr. ελεφας elephas, ελεφαντος elephantos ‘słoń’[15]; łac. przyrostek zdrabniający -ulus[16].
- rupestris: nowołac. rupestris ‘mieszkaniec skał, górski’, od łac. rupes, rupis ‘skała’, od rumpere ‘rozbić, roztrzaskać’[17].

## Zasięg występowania
Ryjoskoczek skalny występuje na terenie zachodniej i południowej Namibii oraz zachodniej Południowej Afryki (Prowincja Przylądkowa Północna, Prowincja Przylądkowa Zachodnia i Prowincja Przylądkowa Wschodnia).

## Morfologia
Długość ciała (bez ogona) 116–133 mm, długość ogona 124–162 mm, długość ucha 25–31 mm, długość tylnej stopy 32–35 mm; masa ciała 44–65 g. Wzór zębowy: I {\displaystyle {\tfrac {3}{3}}} C {\displaystyle {\tfrac {1}{1}}} P {\displaystyle {\tfrac {4}{4}}} M {\displaystyle {\tfrac {2}{2}}} (x2) = 40. Kariotyp wynosi 2n = 26.

## Ekologia
Zamieszkuje suche tereny, głównie pustynie, suche sawanny i obszary porośnięte suchoroślami.

## Status zagrożenia i ochrona
W Czerwonej księdze gatunków zagrożonych Międzynarodowej Unii Ochrony Przyrody i Jej Zasobów został zaliczony do kategorii LC (ang. least concern ‘najmniejszej troski’). Mimo niewielkiej liczebności, gatunek ten występuje na terenach mało atrakcyjnych dla człowieka, dlatego przypuszcza się, że nie ma większych zagrożeń dla populacji ryjoskoczka skalnego. Nie ma planów objęcia tego gatunku żadnymi formami ochrony.